# Hrušovany u Brna
Hrušovany u Brna település Csehországban, a Brno-vidéki járásban. Hrušovany u Brna Pohořelice, Židlochovice, Unkovice, Nosislav, Vojkovice, Medlov és Ledce településekkel határos. Lakosainak száma 3588 fő (2024. január 1.).

## Népesség
A település lakosságának változását az alábbi diagram mutatja:
| Lakosok száma | 751  | 1211 | 1650 | 1853 | 2794 | 2892 | 3499 | 3564 | 3528 | 3588 |
|               | 1869 | 1890 | 1921 | 1950 | 1980 | 2001 | 2017 | 2019 | 2022 | 2024 |